# Poboru
Poboru is een Roemeense gemeente in het district Olt.
Poboru telt 2383 inwoners.